# Dolina Kacza

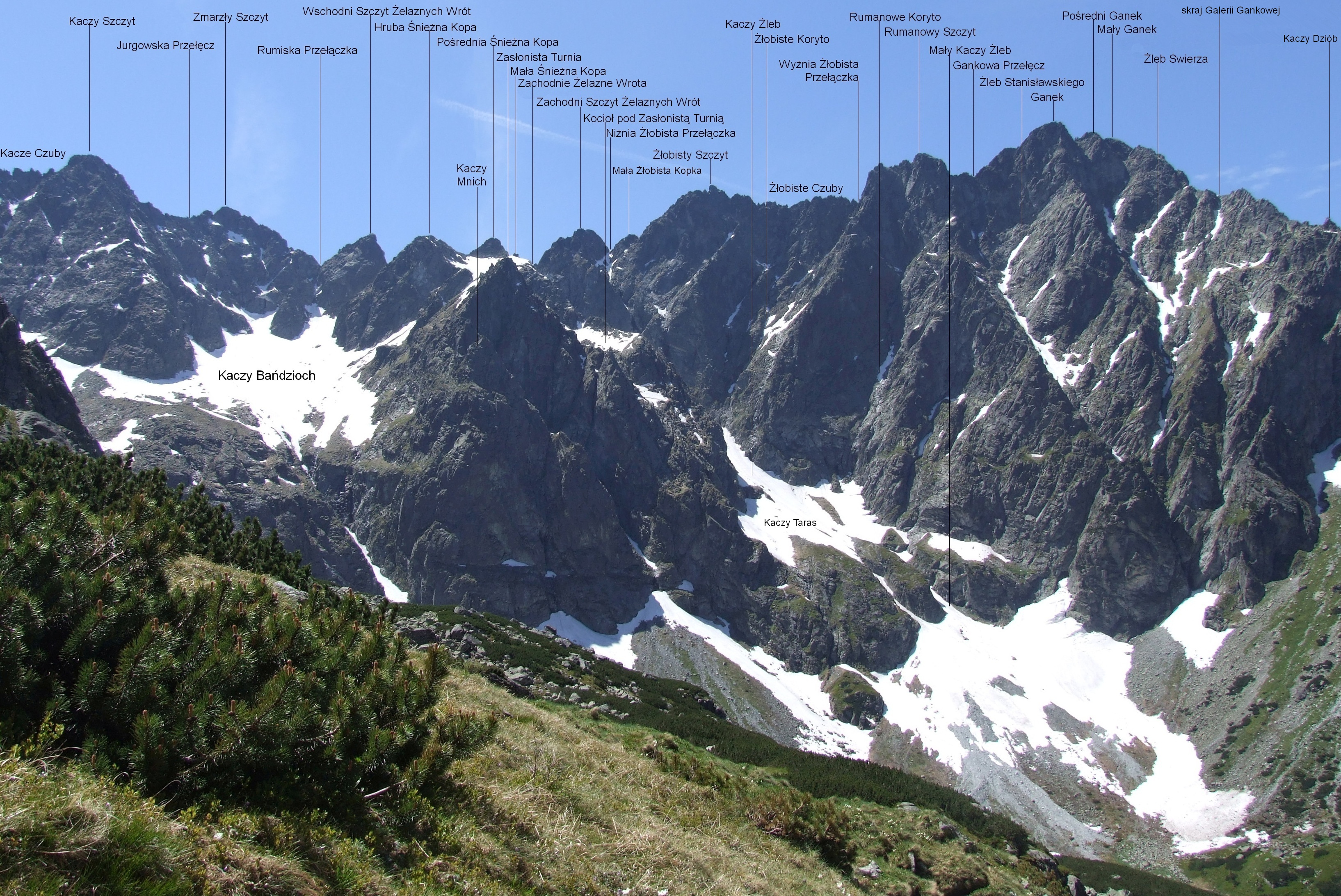
Dolina Kacza

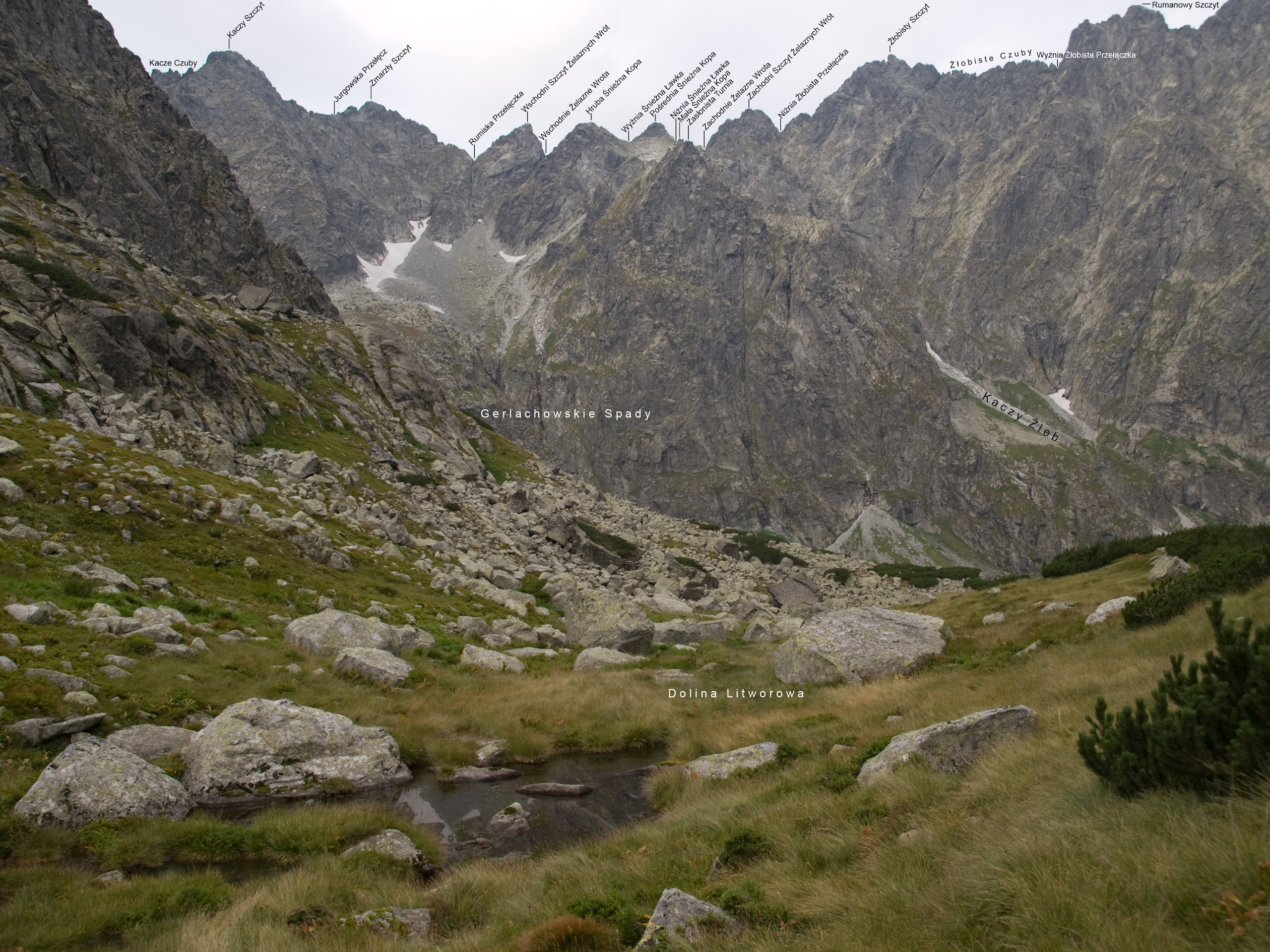
Dolina Kacza

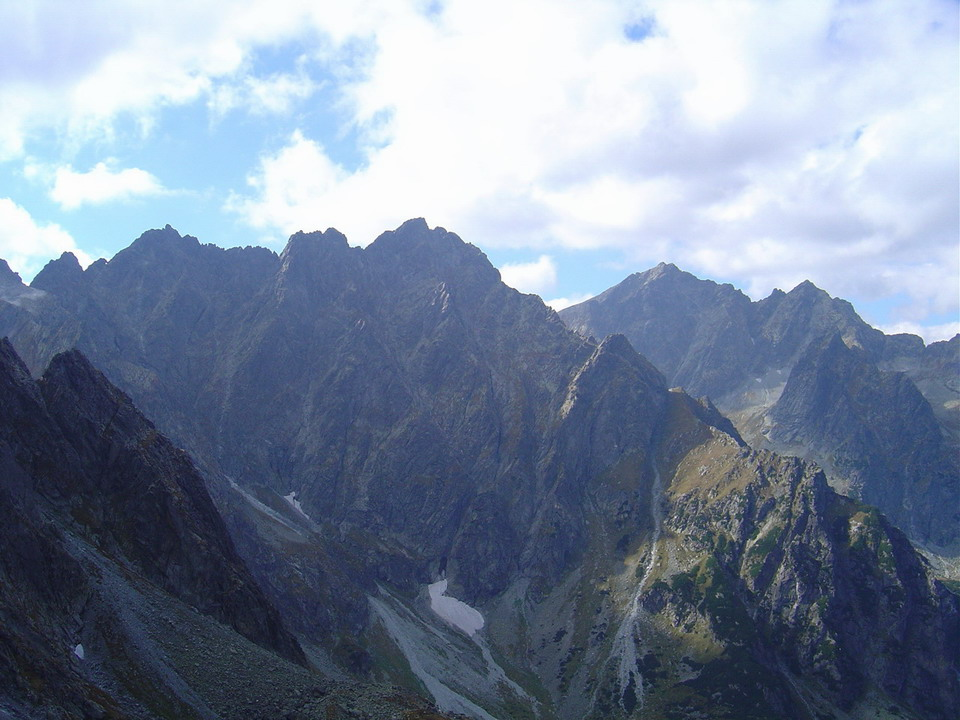
Ganek górujący nad Doliną Kaczą

Dolina Kacza (słow. Kačacia dolina, Kačia dolina, niem. Entental, Wildentental, węg. Kacsa-völgy, Vadkacsa-völgy) – dolina w słowackich Tatrach Wysokich, najbardziej na południe wysunięte odgałęzienie Doliny Białej Wody (Bielovodská dolina), odchodzące od niej wraz z Doliną Litworową (Litvorová kotlina). Obydwie te doliny wznoszą się za wspólnym progiem skalnym o wysokości około 150 m.

## Opis
Dolina Kacza to krótka dolinka (długość ok. 1,7 km, powierzchnia ok. 2,3 km²) o pięknym i dzikim krajobrazie. Ma dwa wyraźne piętra. Zawalone rumowiskiem i pokryte zazwyczaj śniegiem górne piętro Doliny Kaczej to Kaczy Bańdzioch – typowy cyrk lodowcowy znajdujący się u podnóży Zadniego Gerlacha i sąsiadujących z nim szczytów. Od dolnego piętra oddzielone jest stromym progiem skalnym o wysokości około 150 m. Wschodnia część tego progu wraz ze stokami północno-zachodniej grani Litworowego Szczytu (Litvorový štít) nosi nazwę Gerlachowskich Spadów i oddziela Doliną Kaczą od Doliny Litworowej.
Dolne piętro Doliny Kaczej porasta bogata roślinność. Z progu Kaczego Bańdziocha spływają strużki wody w gęstych ziołoroślach. Rośnie kilka okazów modrzewi, a piargi u podnóży ścian porasta utrwalająca je roślinność piargolubna. Brak wydeptanych ścieżek i jakichkolwiek śladów ludzkiej działalności. W piętrze tym znajduje się skryty wśród kosodrzewiny, położony na wysokości 1576 m n.p.m. Zielony Staw Kaczy (Zelené Kačacie pleso). Wypływa z niego Kaczy Potok (Zelený potok, Kačací potok) tworzący na skalnym progu Kaczą Siklawą (Hviezdoslavov vodopád) o łącznej wysokości 65 m. Powyżej Zielonego Stawu Kaczego znajduje się Mały Kaczy Staw (Kačacie pliesko) na wysokości ok. 1590 m n.p.m. i na południowy zachód od niego niewielki Jeleni Stawek (Jelenie pliesko). Do dolnego piętra Doliny Kaczej uchodzą dwa żleby: olbrzymi Kaczy Żleb i Mały Kaczy Żleb będący przedłużeniem Rumanowego Koryta.

## Topografia
Dolina Kacza (wraz ze swoim odgałęzieniem – Doliną Litworową) graniczy:
- od zachodu z Doliną Ciężką (Ťažká dolina), rozdziela je odchodząca od Małego Ganku (Malý Ganek) w kierunku północnym Pusta Grań (Pustý hrebeň) z Kaczą Turnią (Kačacia veža) i Gankową Strażnicą (Pustá stráž),
- od południowego zachodu i południa z Doliną Złomisk (Zlomisková dolina), rozdziela je główna grań Tatr od Zmarzłego Szczytu (Popradský Ľadový štít) przez dwie przełęcze Żelazne Wrota (Železná brána), Żłobisty Szczyt, Rumanowy Szczyt (Rumanov štít) do szczytu Ganek,
- od południa z Doliną Batyżowiecką (Batizovská dolina), rozdziela je główna grań Tatr od Zmarzłego Szczytu przez Kaczy Szczyt (Kačací štít), Batyżowiecki Szczyt (Batizovský štít) do Zadniego Gerlacha (Zadný Gerlach),
- od wschodu i południowego wschodu z Doliną Wielicką (Velická dolina), rozdziela je kolejny odcinek głównej grani Tatr od Zadniego Gerlacha przez Litworowy Szczyt do Wielickiego Szczytu (Velický štít),
- od wschodu i północnego wschodu z należącą do systemu Doliny Białej Wody Doliną Świstową (Svišťová dolina), rozdziela je boczna grań Wielickiego Szczytu (hrebeň Velického štítu) z kulminacją w Hrubej Turni (Hrubá veža, 2086 m)[3].

## Nazewnictwo
Według legendy nazwa doliny pochodzi od tego, że w noc świętojańską na Zielonym Stawie pojawiała się zaczarowana kaczka, składała złote jajko i znikała w szczelinie skalnej. Nazwa doliny może jednak pochodzić od dzikich kaczek, gdyż w dolinie tej niekiedy zatrzymywały się w czasie przelotu na postój duże ich stada i do tego faktu dorobiona została legenda. Pasterze z Jurgowa tylko górne piętro określali jako Doliną Kaczą, dolne piętro nazywali Zielone lub Do Zielonego, gdyż tylko tutaj była zielona trawa – w górnym piętrze już prawie jej nie ma.

## Historia
Dawniej pasterze z Polany pod Wysoką zachodzili ze stadem owiec do dolnego piętra Doliny Kaczej. Nie mieli tutaj szałasu, zapewne jednak nocowali w skalnej kolebie. Bywali tutaj też góralscy kłusownicy. Istniała ścieżka prowadząca do tej doliny. Pierwsze znane turystyczne przejście doliny: latem Mór Déchy z przewodnikami Jánem Rumanem Driečnym młodszym i Martinem Spitzkopfem 3 września 1874 r., zimą Włodzimierz Mostowski i Kazimierz Piotrowski 14 lutego 1914 r. Gdy cała Dolina Białej Wody została dla celów myśliwskich wykupiona przez Christiana Hohenlohego, ścieżka została na jego zlecenie poprawiona, pasterstwo zlikwidowane, a turystom wstęp wzbroniony.

## Taternictwo i turystyka
Obecnie dolina znajduje się na obszarze TANAP-u i jest turystycznie niedostępna. Urwiste ściany otaczające Dolinę Kaczą, szczególnie te Ganku, Rumanowego Szczytu, Zadniego Gerlacha i Żłobistego Szczytu odegrały dużą rolę w rozwoju taternictwa. Oddalenie od schronisk turystycznych i brak ułatwień powoduje, że odwiedzana jest bardzo rzadko, i to głównie zimą. Bywają w niej tylko zwolennicy dzikich i pustych gór. Władysław Cywiński pisał: Wielkie, groźne ściany, piękne stawy... I pustka.
Skrajem Doliny Kaczej prowadzi oznaczony kolorem niebieskim szlak turystyczny, po podejściu na próg skalny skręca w kierunku Doliny Litworowej i po przekroczeniu grani Wielickiego Szczytu kieruje się na przełęcz Rohatkę (Prielom), z której schodzi do Doliny Staroleśnej (Veľká Studená dolina). W Dolinie Świstowej odchodzi od niego oznaczony kolorem zielonym szlak na przełęcz Polski Grzebień (Poľský hrebeň). W Dolinie Kaczej od znakowanego szlaku odchodzi nieoznakowana ścieżka nad brzeg Zielonego Kaczego Stawu oraz możliwa do przejścia tylko z przewodnikiem droga na Żelazne Wrota.
  – niebieski szlak z Łysej Polany Doliną Białej Wody, skrajem Doliny Kaczej i Doliną Litworową do Kotła pod Polskim Grzebieniem i na Rohatkę, stamtąd w dół na wschód do Schroniska Zbójnickiego.
- Czas przejścia z Łysej Polany na Rohatkę: 5:40 min, ↓ 5 h
- Czas przejścia z Rohatki do schroniska: 55 min, ↑ 1:15 h.